# Федорович, Анджей
Анджей Федорович (пол. Andrzej Fedorowicz) — польский актёр театра, кино и телевидения, также актёр озвучивания.

## Биография
Анджей Федорович родился 21 января 1942 года в Кракове. Актёрское образование получил в Государственной высшей театральной школе в Кракове, которую окончил в 1964 году. Дебютировал в театре в 1964 г. Актёр театров в городе Бельско-Бяла и в Варшаве. Выступает в спектаклях «театра телевидения» с 1966 года.

## Избранная фильмография

### актёр
- 1965 — Всегда в воскресенье / Zawsze w niedzielę
- 1975 — Директора / Dyrektorzy (в 4-й и 5-й серии)
- 1976 — Брюнет вечерней порой / Brunet wieczorową porą
- 1976 — Лебёдка / Dźwig
- 1978 — Что ты мне сделаешь, когда поймаешь / Co mi zrobisz jak mnie złapiesz
- 1979 — Украденная коллекция / Skradziona kolekcja
- 1980 — Мишка / Miś
- 1983 — Альтернативы 4 / Alternatywy 4 (только во 2-й серии)
- 1989 — Капитал, или Как сделать деньги в Польше / Kapitał, czyli jak zrobić pieniądze w Polsce
- 1989 — Моджеевская / Modrzejewska (только в 5-й серии)
- 1993 — Человек из… / Człowiek z...

### польский дубляж
- Атлантида: Затерянный мир, Братец медвежонок, Бэмби 2, В поисках Немо, Не бей копытом, Спасатели